# Blaž Kavčič (tenista)
Blaž Kavčič (* 5. března 1987 Lublaň) je bývalý slovinský profesionální tenista. Ve své kariéře na okruhu ATP World Tour nevyhrál žádný turnaj. Na challengerech ATP a okruhu ITF získal do července  2012 deset titulů ve dvouhře a čtyři ve čtyřhře.
Na žebříčku ATP byl ve dvouhře nejvýše klasifikován v srpnu 2012 na 68. místě a ve čtyřhře pak v květnu téhož roku na 178. místě. 
Konec kariéry oznámil v roce 2022. Po ukončení kariréy se stal trenérem své krajanky Tamary Zidanšekové.

## Tenisová kariéra
Do profesionálního tenisu vstoupil v sezóně 2005 a následující tři roky hrál výlučně dva kvalitativně nižší okruhy mužského profesionálního okruhu Futures tour a ATP Challenger Series. V roce 2006 debutoval v daviscupovém týmu Slovinska a získal první dva tituly Futures, když nejdříve ve finále turnaje v Čakovci porazil Predraga Rusevskiho a v Záhřebu pak zdolal Roka Jarce.
V sezóně 2008 se kvalifikoval do hlavní soutěže události ATP Tour. V Záhřebu nestačil v úvodním kole na Roko Karanušiće, a poté v Pörtschachu, nejdříve přehrál Teimuraze Gabašviliho, aby poté podlehl Igoru Kunicynovi. Rok 2008 zakončil na 260. místě světové klasifikace.
V sezóně 2009 se jako kvalifikant probojoval do finále challengeru v San Remu, v němž nestačil na Jihoafričana Kevina Andersona. Místo účasti v kvalifikační fázi Roland Garros zvolil challengery. Následně si připsal dva tituly v Alessandrii a rumunské Konstantě.
V semifinále chorvatského turnaje v Rijece porazil Mathieua Montcourta, pro nějž to byl poslední tenisový zápas v životě. Francouz následně zemřel na zástavu srdce.
V sezóně 2010 prošel do druhého kola na Tenisovém mistrovství USA mužů na antuce hraném v Houstonu, když nejdříve porazil Uzbeka Denise Istomina, a poté nestačil na dobře servírujícího pozdějšího finalistu Sama Querreyho. Na pařížském French Open vyhrál premiérové utkání na grandslamu v hlavní soutěži, když vyřadil Argentince Eduardo Schwanka, díky soupeřově skreči ve čtvrté sadě. Stal se tak prvním mužským tenistou ve slovinské historii, jenž prošel do hlavní soutěže dvouhry na Grand Slamu bez nutnosti hrát kvalifikaci.
V sezóně 2011 poprvé v kariéře prošel do čtvrtfinále turnaje ATP Tour, a to na indickém Chennai Open, kde podlehl favorizovanému Čechu Tomáši Berdychovi. Na melbournském Australian Open si zahrál druhé kolo poté, co v prvním porazil Kevina Andersona a ve druhém nestačil na turnajovou desítku Michaila Južného. Na Serbia Open byl vyřazen mezi posledními osmi hráči světovou jedničkou Novakem Djokovićem.

## Tituly na challengerech ATP a okruhu Futures
| Legenda                 |
| ----------------------- |
| Challengery (17 D, 3 Č) |
| Futures (2 D, 3 Č)      |

### Dvouhra (19 titulů)
| Č.  | Datum         | Turnaj                          | Povrch | Soupeř ve finále      | Výsledek           |
| --- | ------------- | ------------------------------- | ------ | --------------------- | ------------------ |
| 1.  | srpen 2006    | Čakovec, Chorvatsko             | antuka | Predrag Rusevski      | 6–3, 6–3           |
| 2.  | září 2006     | Záhřeb, Chorvatsko              | antuka | Rok Jark              | 6–4, 7–5           |
| 3.  | květen 2009   | Alessandria, Itálie             | antuka | Jesse Levine          | 7–5, 6–3           |
| 4.  | červen 2009   | Constanţa, Rumunsko             | antuka | Julian Reister        | 3–6, 6–3, 6–4      |
| 5.  | srpen 2010    | Kárší, Uzbekistán               | tvrdý  | Michael Venus         | 7–66, 7–65         |
| 6.  | září 2010     | Rijeka, Chorvatsko              | antuka | Rubén Ramírez Hidalgo | 6–4, 3–6, 7–65     |
| 7.  | září 2010     | Lublaň, Slovinsko               | antuka | David Goffin          | 6–2, 4–6, 7–5      |
| 8.  | září 2011     | Banja Luka, Bosna a Hercegovina | antuka | Pere Riba             | 6–4, 6–1           |
| 9.  | duben 2012    | São Paulo, Brazílie             | antuka | Júlio Silva           | 6–3, 7–5           |
| 10. | červen 2012   | Fürth, Německo                  | antuka | Serhij Stachovskyj    | 6–3, 2–6, 6–2      |
| 11. | září 2013     | Bangkok, Thajsko                | tvrdý  | Jeong Suk-young       | 6–3, 6–1           |
| 12. | červen 2014   | Fergana, Uzbekistán             | tvrdý  | Alexandr Kudrjavcev   | 6–4, 7–6(10–8)     |
| 13. | červen 2014   | Tchien-ťin, Čína                | tvrdý  | Alexandr Kudrjavcev   | 6–2, 3–6, 7–5      |
| 14. | červenec 2014 | Portorož, Slovinsko             | tvrdý  | Gilles Müller         | 7–5, 6–7(4–7), 6–1 |
| 15. | březen 2015   | Šen-čen, Čína                   | tvrdý  | André Ghem            | 7–5, 6–4           |
| 16. | září 2016     | Bangkok, Thajsko                | tvrdý  | Go Soeda              | 6–0, 1–0skreč      |
| 17. | červenec 2017 | Winnipeg, Kanada                | tvrdý  | Peter Polansky        | 7–5, 3–6, 7–5      |
| 18  | červenec 2017 | Granby, Kanada                  | tvrdý  | Peter Polansky        | 6–3, 2–6, 7–5      |
| 19. | září 2018     | Šanghaj, Čína                   | tvrdý  | Hiroki Morija         | 6–1, 7–6(7–1)      |

### Čtyřhra (6 titulů)
| č. | datum         | turnaj                      | povrch | spoluhráč         | soupeři ve finále                  | výsledek         |
| -- | ------------- | --------------------------- | ------ | ----------------- | ---------------------------------- | ---------------- |
| 1. | listopad 2005 | Sfax, Tunisko               | tvrdý  | Rok Jarc          | Gordan Peranec Carlos Rexach-Itoiz | 7–6(10–8), 6–1   |
| 2. | červen 2007   | Maribor, Slovinsko          | antuka | Luka Ocvirk       | Ante Nakic-Alfirevic Antonio Veić  | 6–3, 6–0         |
| 3. | září 2007     | Mostar, Bosna a Hercegovina | antuka | Jaroslav Pospíšil | Matwé Middelkoop Francesco Piccari | 4–6, 6–3, [10–5] |
| 4. | březn 2012    | Florianópolis, Brazílie     | antuka | Antonio Veić      | Javier Martí Leonardo Tavares      | 6–3, 6–3         |
| 5. | říjen 2015    | Sacramento, Spojené státy   | tvrdý  | Grega Žemlja      | Daniel Brands Dustin Brown         | 6–1, 3–6, [10–3] |
| 6. | březen 2021   | Zadar, Chorvatsko           | antuka | Blaž Rola         | Lukáš Klein Alex Molčan            | 2–6, 6–2, [10–3] |